# Anet (Eure-et-Loir)
Pour les articles homonymes, voir Anet.
Anet (prononcé [a.nɛt]) est une commune française située dans le département d'Eure-et-Loir, en région Centre-Val de Loire.
La commune est connue pour son château, construit par Philibert Delorme sous Henri II pour Diane de Poitiers, ses promenades du bord de l'Eure et la forêt de Dreux qui est à proximité (le pavillon de chasse de Dreux étant le rendez-vous des chasseurs à courre).

## Géographie

### Situation
Anet est située à 15 kilomètres de Dreux et de Houdan, deux villes à proximité de la route nationale 12.
Anet fait partie de la région naturelle et agricole du Drouais.

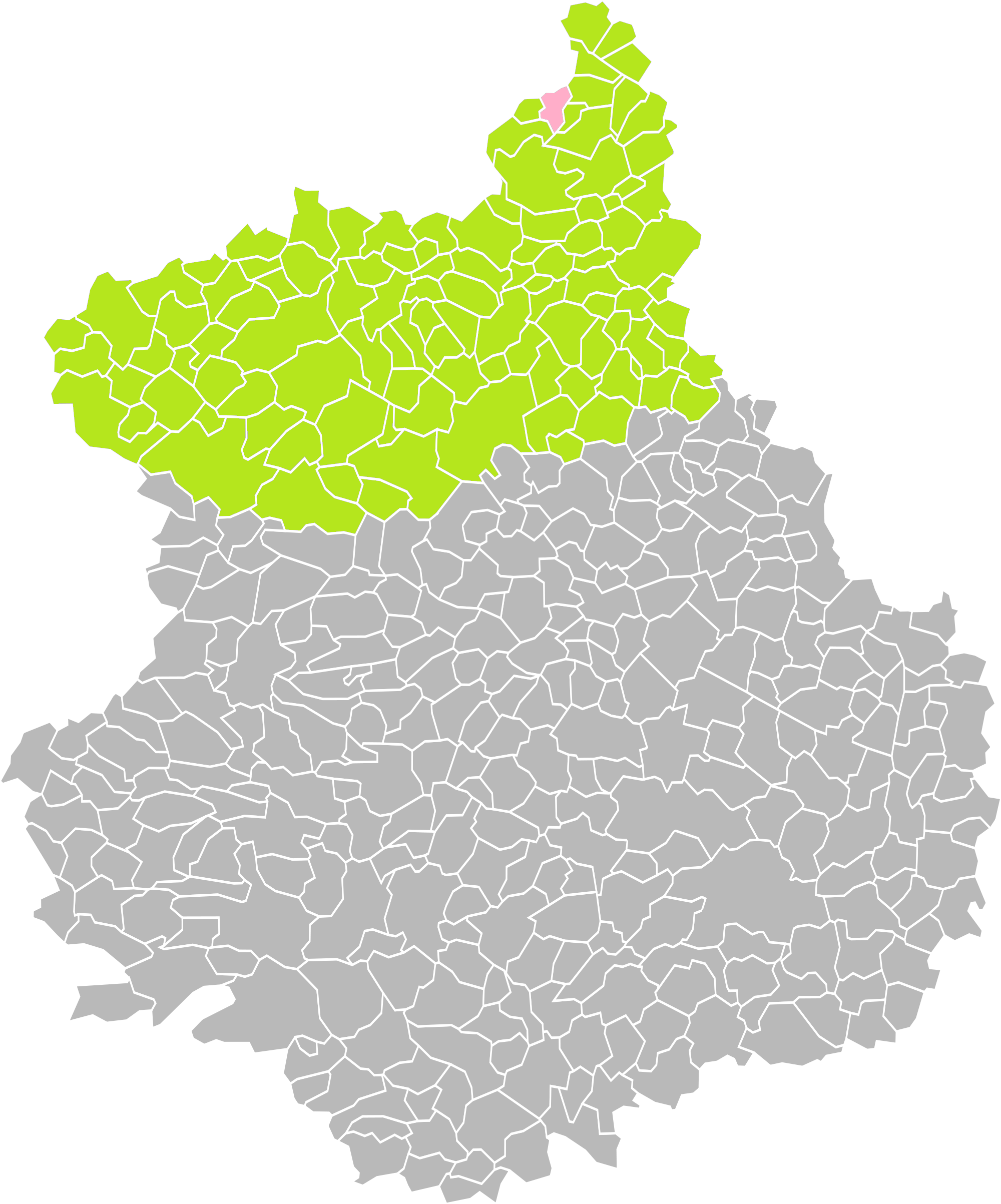
Position d'Anet (en rose) dans l'arrondissement de Dreux (en vert) du département d'Eure-et-Loir (grisé).

### Communes, département et région limitrophes
| Ézy-sur-Eure  | Ivry-la-Bataille | Oulins   |
| Saussay       | Anet             | Boncourt |
| Sorel-Moussel |                  | Rouvres  |

### Climat
Pour des articles plus généraux, voir Climat du Centre-Val de Loire et Climat d'Eure-et-Loir.
En 2010, le climat de la commune est de type climat océanique dégradé des plaines du Centre et du Nord, selon une étude du CNRS s'appuyant sur une série de données couvrant la période 1971-2000. En 2020, Météo-France publie une typologie des climats de la France métropolitaine dans laquelle la commune est exposée à un climat océanique et est dans la région climatique Sud-ouest du bassin Parisien, caractérisée par une faible pluviométrie, notamment au printemps (120 à 150 mm) et un hiver froid (3,5 °C).
Pour la période 1971-2000, la température annuelle moyenne est de 10,8 °C, avec une amplitude thermique annuelle de 14,3 °C. Le cumul annuel moyen de précipitations est de 627 mm, avec 10,5 jours de précipitations en janvier et 7,8 jours en juillet. Pour la période 1991-2020, la température moyenne annuelle observée sur la station météorologique de Météo-France la plus proche, « Bû_sapc », sur la commune de Bû à 8 km à vol d'oiseau, est de 11,4 °C et le cumul annuel moyen de précipitations est de 633,2 mm,. Pour l'avenir, les paramètres climatiques de la commune estimés pour 2050 selon différents scénarios d'émission de gaz à effet de serre sont consultables sur un site dédié publié par Météo-France en novembre 2022.

## Urbanisme

### Typologie
Au 1er janvier 2024, Anet est catégorisée petite ville, selon la nouvelle grille communale de densité à 7 niveaux définie par l'Insee en 2022.
Elle appartient à l'unité urbaine d'Ézy-sur-Eure, une agglomération inter-régionale dont elle est ville-centre,. Par ailleurs la commune fait partie de l'aire d'attraction de Paris, dont elle est une commune de la couronne,.

### Occupation des sols
L'occupation des sols de la commune, telle qu'elle ressort de la base de données européenne d’occupation biophysique des sols Corine Land Cover (CLC), est marquée par l'importance des forêts et milieux semi-naturels (49,4 % en 2018), une proportion sensiblement équivalente à celle de 1990 (49,7 %). La répartition détaillée en 2018 est la suivante : 
forêts (49,4 %), zones urbanisées (18,8 %), terres arables (16,5 %), zones industrielles ou commerciales et réseaux de communication (7,8 %), zones agricoles hétérogènes (4,7 %), prairies (2,5 %), espaces verts artificialisés, non agricoles (0,1 %), eaux continentales (0,1 %). L'évolution de l’occupation des sols de la commune et de ses infrastructures peut être observée sur les différentes représentations cartographiques du territoire : la carte de Cassini (XVIIIe siècle), la carte d'état-major (1820-1866) et les cartes ou photos aériennes de l'IGN pour la période actuelle (1950 à aujourd'hui).

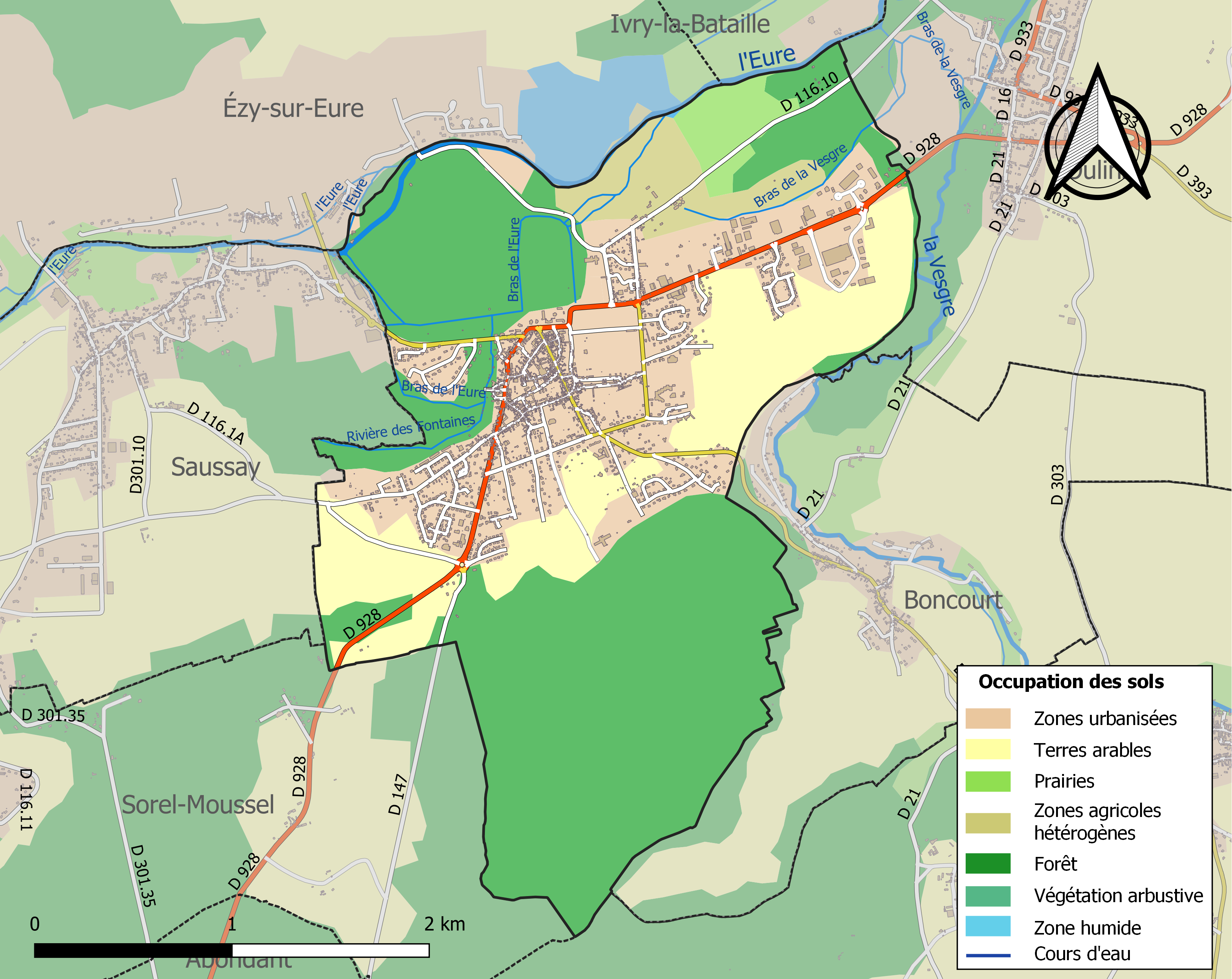
Carte des infrastructures et de l'occupation des sols de la commune en 2018 (CLC).

### Risques majeurs
Le territoire de la commune d'Anet est vulnérable à différents aléas naturels : météorologiques (tempête, orage, neige, grand froid, canicule ou sécheresse), inondations, mouvements de terrains et séisme (sismicité très faible). Il est également exposé à un risque technologique, le transport de matières dangereuses. Un site publié par le BRGM permet d'évaluer simplement et rapidement les risques d'un bien localisé soit par son adresse soit par le numéro de sa parcelle.

#### Risques naturels
Certaines parties du territoire communal sont susceptibles d’être affectées par le risque d’inondation par débordement de cours d'eau, notamment l'Eure. La commune a été reconnue en état de catastrophe naturelle au titre des dommages causés par les inondations et coulées de boue survenues en 1995, 1999, 2000 et 2001,.

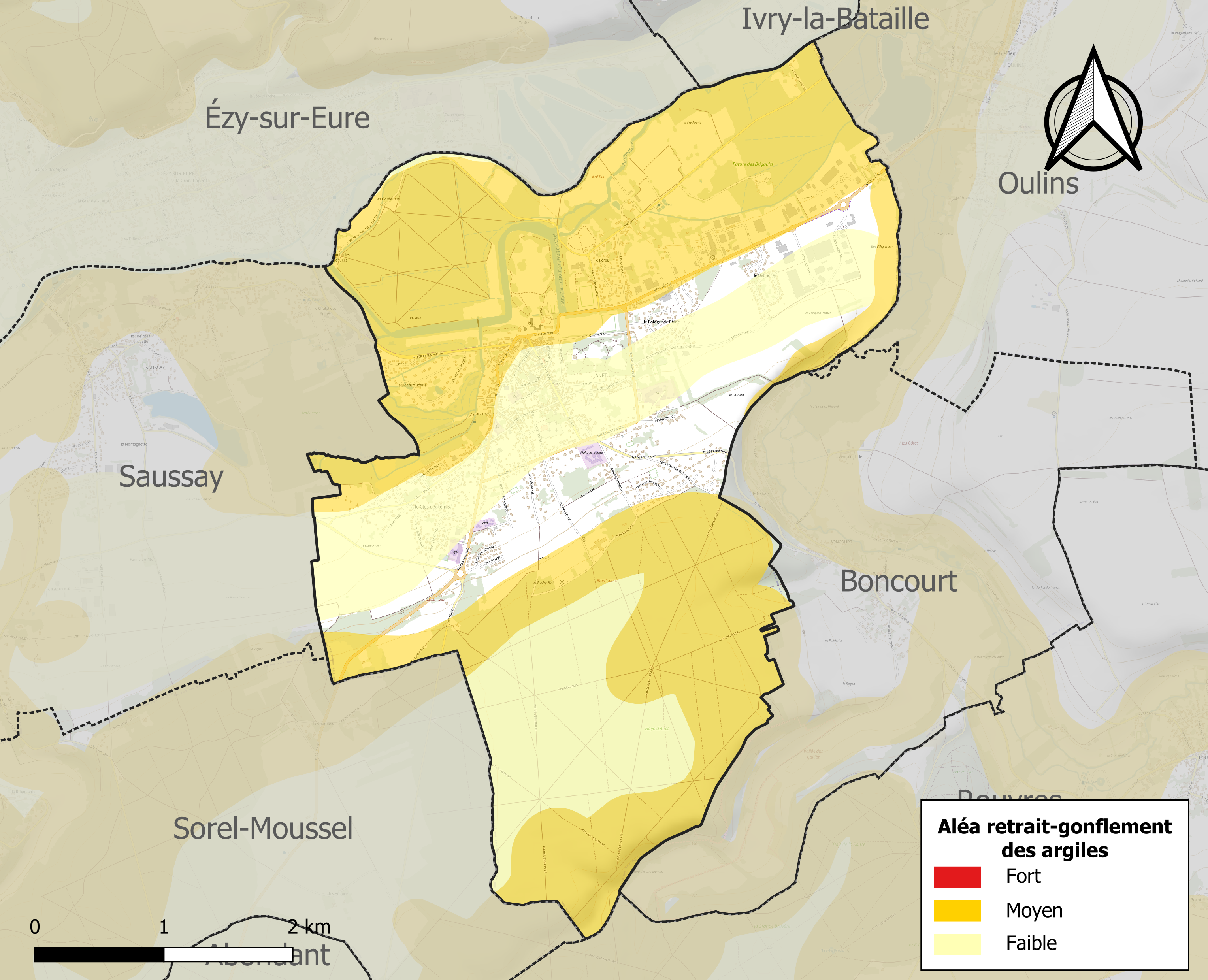
Carte des zones d'aléa retrait-gonflement des sols argileux d'Anet.

Les mouvements de terrains susceptibles de se produire sur la commune sont des affaissements et effondrements liés aux cavités souterraines. L'inventaire national des cavités souterraines permet de localiser celles situées sur la commune.
Le retrait-gonflement des sols argileux est susceptible d'engendrer des dommages importants aux bâtiments en cas d’alternance de périodes de sécheresse et de pluie. 57,5 % de la superficie communale est en aléa moyen ou fort (52,8 % au niveau départemental et 48,5 % au niveau national). Sur les 1 094 bâtiments dénombrés sur la commune en 2019, 249 sont en aléa moyen ou fort, soit 23 %, à comparer aux 70 % au niveau départemental et 54 % au niveau national. Une cartographie de l'exposition du territoire national au retrait gonflement des sols argileux est disponible sur le site du BRGM,.
Concernant les mouvements de terrains, la commune a été reconnue en état de catastrophe naturelle au titre des dommages causés par des mouvements de terrain en 1999.

#### Risques technologiques
Le risque de transport de matières dangereuses sur la commune est lié à sa traversée par des infrastructures routières ou ferroviaires importantes ou la présence d'une canalisation de transport d'hydrocarbures. Un accident se produisant sur de telles infrastructures est en effet susceptible d’avoir des effets graves au bâti ou aux personnes jusqu’à 350 m, selon la nature du matériau transporté. Des dispositions d’urbanisme peuvent être préconisées en conséquence.

## Toponymie
Le nom de la localité est attesté dans sa version latine Anetum vers 1104, apud Anetum en 1192, puis sous les formes Anoit (oi se prononce e) en 1365, Annet en 1544, Ennet en 1577, Anet à partir de 1608.
Ce toponyme semble dériver du gaulois Ana- (marais) avec le suffixe diminutif roman et, un « petit marais ».

## Histoire

### Antiquité
Durant la période gauloise, l'emplacement d'Anet faisait partie du territoire des Carnutes, peuple qui occupait le pays compris dans les diocèses de Chartres, de Blois et d'Orléans, tels qu'ils existaient avant 1790. Le pays des Carnutes était alors presque entièrement couvert de forêts : Anet était compris dans la forêt de Crothais - aujourd'hui de Dreux.

### Moyen Âge
- Sous les Mérovingiens (VIe – VIIIe siècle), les forêts s'éclaircirent, la cité des Carnutes, plus peuplée, se divisa en plusieurs pays (pagi) gouvernés par un comte. Les textes anciens mentionnent comme ayant été démembrés de la cité chartraine les pays suivants : le Pagus carnutenus (le pays chartrain), le pagus dorcassinus (pays drouais), le pagus meduntensis (le Mantois), le Pincerais, le Vendômois, le Dunois, le Perche et le Thimerais. Aux dépens des cités de Chartres et d'Evreux se forma le pays de Madrie (Pagus madracensis) dans lequel Anet commença à se peupler.
- Sous les Carolingiens (VIIIe – Xe siècle), le pays/comté de Madrie est souvent mentionné à propos des Missies (légations instituées pour l'inspection des provinces par les Missi dominici). Le pays de Madrie et le Maine sont réunis aux sept pays qui formeront, un siècle plus tard, la Normandie. Après l'invasion normande (début du Xe siècle ; 911, traité de Saint-Clair-sur-Epte), qui enlève de fait la Normandie à l'autorité du roi de France – même si le roi reste le suzerain suprême, le souverain théorique – et fait de la rivière Eure une frontière naturelle, la partie occidentale de la Madrie (vallée de l'Eure) fut incorporée à la Normandie, et la partie orientale alla aux comtes de Vexin (aussi maîtres des comtés de Meulan et de Dreux, et de la seigneurie châtelaine de Mantes ; mais cette dynastie comtale s'étiole peu à peu au XIe siècle), ou encore à l'Yveline francilienne (sous influence du roi capétien et des familles féodales des Montfort, Mauvoisin, Estavel vicomtes de Mantes, Châteauneuf, Le Riche (de Gallardon, Maule, Auneau, Lèves), Richebourg et Poissy, Montmorency et Montlhéry, Bardoul...). Mais la frontière constituée par l'Eure n'a rien d'infranchissable ni d'intangible : au cours des Xe – XIIe siècles, elle ne cesse d'être mise en cause et disputée, au profit du duc de Normandie (qui pousse vers l'est), ou bien du roi de France (qui pousse vers l'ouest ; vainqueur final en 1203-1204 avec Philippe Auguste ci-dessous) ; d'autant que les complicités, les allégeances multiples, les possessions de part et d'autre de l'Eure par une même famille seigneuriale, sont nombreuses. Ainsi la Maison comtale du Vexin (avec ses comtés de Dreux, du Vexin français et de Meulan, plus la seigneurie de Mantes) entre dans l'orbite normande (avec Anet sous la domination des comtes d'Evreux : branche naturelle de la Maison ducale). Puis le sud du comté d'Évreux (vallée de l'Eure : Illiers, Coudres, Marcilly) est contrôlé par la Maison de Blois (par le remariage de la duchesse de Normandie Leutgarde de Vermandois-Champagne avec Thibaud le Tricheur vers 943), comme le comté de Dreux (dot de Mathilde de Normandie femme d'Eudes II vers 1003) qui finalement passe vers 1023 au roi Robert le Pieux, dont les descendants arrondiront grandement l'escarcelle capétienne : Philippe Ier obtient le Vexin français dès 1077 plus Mantes en 1080, et Philippe II Auguste, le comté d'Évreux en 1200 et le comté de Meulan plus toute la Normandie en 1204.
- Anet, quant à elle, eut des seigneurs particuliers à partir de la deuxième moitié du XIe siècle, les Goël seigneurs d'Ivry, maîtres aussi de Bréval[24]. Les deux petits villages initiaux de Bréval et Anet faisaient partie d'un alleu du domaine de Neauphlette, terres dépendant de l'abbaye de Saint-Germain et de son avoué le comte de Vexin (donc dans l'orbite française, capétienne et parisienne). Mais l'affaiblissement – évoqué plus haut et finalement fatal – du comte de Vexin et la dislocation de ses biens au XIe siècle au bénéfice d'abord du duc de Normandie puis du roi de France, profitent aux Goël d'Ivry, une famille dynamique, entreprenante, offensive, neuve mais avec des racines anciennes par alliance (Robert Ier semble le gendre d'Hugues d'Ivry ci-après), d'origine normande (très liés par exemple à l'abbaye du Bec) mais s'activant de part et d'autre de la rivière d'Eure : Robert Ier, d'origine inconnue, † avant 1065, x Auberée/Aubrée dame de Grossœuvre, probable fille naturelle d'Hugues d'Ivry, évêque de Bayeux (remariée veuve à Albert/Aubert de Cravent : installés à Pacy) < Robert II, † avant 1090, actif à Bréval et Anet, x la Bienheureuse ou Vénérable Hildeburge (III) de Gallardon, fille d'Hervé Ier Le Riche, abbesse et bienfaitrice de Pontoise, † 1115 < Ascelin Goël (vers 1060-vers 1118), aussi seigneur d'Illiers et de Croth après 1112 et de Saint-André vers 1103, fondateur du château et du bourg castral d'Anet (sa mère Hildeburge réside au château quand elle dispose de Jouy en faveur de St-Martin de Pontoise), et probablement des forteresses de Bréval, Guainville, Villiers-en-Désœuvre, Breuilpont, Grossœuvre, x Isabelle de Breteuil fille naturelle de Guillaume et sœur d'Eustache de Breteuil ; Guillaume et Robert frères cadets d'Ascelin < [enfants d'Ascelin : Robert III, † vers 1123 ; Guillaume Ier Louvel (né vers 1100-1166/1170), aussi fieffé en Angleterre (Dockings : Norfolk, Minster  Lovel(l) : Oxford), x avant 1123 Mathilde de Meulan fille du comte Robert (Maison de Beaumont-le-Roger) et d'Elisabeth de France-Vermandois ; Roger le Bègue sire de Grossœuvre et St-André ; plausiblement Simon (Ier) d'Anet (compagnon d'armes de Bohémond prince de Tarente et d'Antioche à Durazzo et dans la Pouille ; † vers 1107 ) ; fils naturel d'Ascelin : Robert le Roux, père de Jean et peut-être d'Hugues le Roux d'Ivry, actif à Bréval dans le premier tiers du XIIe siècle] < [enfants de Guillaume Louvel : Robert † vers 1150 avant son père ; Galéran seigneur d'Ivry (< Robert IV † vers 1230...) ; Simon (II) seigneur d'Anet, Bréval et Illiers-l'Évêque, x vers 1160 Isabelle de Maintenon sœur de Jean seigneur de Maintenon ; Guillaume II Louvel, † 1213, hérite des fiefs anglais ; Isabelle/Elisabeth x Richard Ier de Reviers et Néhou seigneur de Vernon et Amfreville ; et encore : Goël, Hélisende, Auberée † après 1209]. Simon d'Anet, en tant que seigneur de Croth, pour préserver la forêt de Croth surexploitée par les moines du prieuré de Croth (titulaire du droit d'usage) et leurs paysans, s'oppose au prieuré et à sa maison-mère l'abbaye de Marmoutier : la sentence arbitrale plutôt favorable aux moines est rendue par l'évêque de Chartres en septembre 1185, et confirmée par le roi-duc Henri II en personne au château d'Anet. Simon ne laisse pas de postérité survivante car ses enfants décèdent avant lui : [< Jean sire de Bréval † 1189 ; Adam † vers 1180 ; Auberée, † 1187 sans enfant de son x avec Yves de Vieuxpont de Courville]. Simon fonde deux commanderies templières, sans doute celle de Chanu dans les années 1180, en tout cas celle de Prunay en 1190. Il meurt en 1190 sans héritier direct, et sa succession échoit au roi Philippe Auguste en 1191 (droit d'échoite du suzerain/souverain), qui prend soin de dédommager sa sœur Auberée et son neveu Robert IV (Avrilly lui sera rendu).
- Anet entre donc dans la grande histoire avec Philippe-Auguste, fils de Louis VII, roi de France, que son père associe au trône en 1179, à l'âge de 14 ans. On trouve en effet dans les ordonnances du Louvre des lettres de Philippe-Auguste données à Anet en 1192, la 13e année de son règne, par lesquelles il exempte les habitants d'Anet, comme étant de sa juridiction immédiate, de tous droits de péage et d'impôt. Puis il y réside en avril et novembre 1195. Ses successeurs possédèrent aussi Anet, inclus dans le domaine de la Couronne : Louis VIII, Saint-Louis, Philippe le Hardi puis sa femme Marie de Brabant († 1322 ; son douaire à partir de 1280/85, avec Bréval, Nogent-le-Roi, Montchauvet, Mantes, Meulan, les Mureaux). Louis le Hutin et son frère Philippe le Long négocièrent le maintien du douaire aux héritiers de Marie de Brabant : ainsi en 1317/1322, ce dernier donna la châtellenie d'Anet en apanage à son oncle, Louis de France, comte d'Évreux, † 1319, fils de Marie de Brabant. De Louis, comte d'Évreux, Anet passa à Philippe son fils aîné, qui devint roi de Navarre sous le nom de Philippe III en 1328. Ce prince eut pour successeur en 1343 à la seigneurie d'Anet son fils aîné, Charles II le Mauvais, comte d'Evreux, † 1387, qui devint roi de Navarre en 1349. La seigneurie d'Anet sortit des mains de Charles, roi de Navarre, et passa à Louis, son frère puîné, auquel il le donna en apanage avec Beaumont-le-Roger. Anet ne resta pas longtemps entre ses mains, parce que Louis donna Anet en gage au roi de France Charles V contre le prêt de 50 000 florins. Louis étant mort en 1376 sans laisser d'enfant légitime, Anet revint à son frère aîné le roi Charles II de Navarre, mais Charles V confisqua la châtellenie d'Anet sur ce dernier (confiscation générale des biens français du Mauvais pour complot et trahison) et fit en grande partie raser la forteresse en 1378.
- En 1404, Charles III de Navarre céda définitivement au roi de France les comtés d’Évreux et de Mantes ainsi qu'Anet. En décembre 1444, Charles VII, en récompense des services que lui avait rendus Pierre de Brézé, comte de Maulévrier, grand sénéchal de Normandie, en chassant les Anglais de cette province, lui inféoda entre autres, la châtellenie d'Anet, Nogent-le-Roi, Bréval, Montchauvet. Pierre de Brézé fut tué à la bataille de Montlhéry en juillet 1465 et son fils Jacques lui succéda et construisit vers 1470 le manoir d'Anet. En 1462, il avait épousé Charlotte de France, sœur naturelle du roi Louis XI et fille de Charles VII et Agnès Sorel. À la mort de Jacques en 1494 (ou dès 1490 ?), ou plutôt à sa confiscation en 1477 pour le meurtre de sa femme Charlotte, son fils Louis de Brézé, petit-fils de Charles VII, devint propriétaire d'Anet. Louis se maria en secondes noces le 29 mars 1514 à l'âge de 55 ans, avec Diane de Poitiers, née le 3 septembre 1499 (elle a donc 15 ans). Diane, que l'on appelle souvent la grande sénéchale (de Normandie) avait 32 ans quand Louis de Brézé mourut le 23 juillet 1531 à Anet. Diane posséda Anet jusqu'à sa mort le 25 avril 1566 au château. En 1535, elle devient la favorite du futur Henri II ; lorsque celui-ci monte sur le trône en 1547, il la couvre d'éclatantes faveurs : il lui offre Chenonceaux, lui donne le titre de duchesse de Valentinois, et 1547-1552 fait reconstruire Anet par trois des plus grands artistes du siècle : l'architecte Philibert Delorme, le sculpteur Jean Goujon et le peintre Jean Cousin le Jeune. À la mort de Diane, Anet revint à sa fille, Louise de Brézé, duchesse d'Aumale par son mariage avec Claude II, puis à son fils, Charles de Lorraine. Par lettres patentes du roi Henri III, données en février 1583, la châtellenie d'Anet fut érigée en principauté.

### Temps modernes
- Charles de Lorraine duc d'Aumale s'étant révolté contre Henri IV, Anet fut confisqué puis remis à une créancière de Charles, Marie de Luxembourg (1562 † 1623), duchesse de Penthièvre et princesse de Martigues en héritage de son père Sébastien, duchesse de Mercœur par son mariage avec Philippe-Emmanuel de Lorraine. Elle l'offrit en 1592 à sa fille unique Marie-Françoise de Lorraine-Mercœur (1592-1669), qui épousa en 1609 César, duc de Vendôme et d'Étampes, fils naturel d'Henri IV et Gabrielle d'Estrées. À la mort de César en 1665, Anet revint à son fils Louis, puis à son petit-fils Louis-Joseph duc de Vendôme et d'Étampes, comte de Dreux, † 1712 (le grand Vendôme), qui réalisa des transformations au château, y mena grand train en multipliant les réceptions brillantes et les fêtes ruineuses, puis fit don du comté de Dreux et de la principauté d'Anet à son épouse, Mademoiselle d'Enghien alias Marie-Anne de Bourbon-Condé (1678-1718), fille du prince Henri-Jules de Condé et de la palatine Anne de Bavière. À sa mort en avril 1718, Dreux et Anet échurent à sa mère Anne († 1723), puis à sa sœur Anne-Louise-Bénédicte de Bourbon-Condé (1676-1753), duchesse du Maine par son mariage avec Louis-Auguste, duc d'Aumale et du Maine, fils légitimé de Louis XIV. En 1750, celle-ci fit don de la principauté d'Anet et du comté de Dreux à son fils Louis-Auguste de Bourbon-Maine (1700-1755), prince de Dombes et comte d'Eu. À la mort de ce dernier en 1755, son frère Louis-Charles de Bourbon-Maine (1701-1775), duc d'Aumale, hérita de ses titres et fiefs, dont Anet.
- Louis-Charles vendit Anet à Louis XV en 1773 contre 12 millions de livres, mais s'en réserva l'usufruit jusqu'à sa mort en 1775. À cette date le roi Louis XVI, devait donc devenir propriétaire d'Anet, mais le prix énorme de la transaction de 1773 n'ayant pas été réglé, il dut le céder la même année moyennant arrangement à Louis de Bourbon (1725-1793), duc de Penthièvre, grand amiral de France, fils du comte de Toulouse et par là petit-fils de Louis XIV, neveu du duc du Maine Louis-Auguste, cousin germain et héritier de Louis-Auguste et Louis-Charles de Bourbon-Maine, tous cités ci-dessus. Le duc de Penthièvre fut le dernier seigneur d'Anet. Il mourut le 4 mars 1793 à Bizy.

### Époque contemporaine

#### XXesiècle
Entre le 29 janvier et le 8 février 1939, plus de 2 000 réfugiés espagnols fuyant l'effondrement de la République espagnole devant les troupes de Franco, arrivent en Eure-et-Loir. Devant l'insuffisance des structures d'accueil (le camp de Lucé et la prison de Châteaudun rouverte pour l’occasion), 53 villages sont mis à contribution, dont Anet. Les réfugiés, essentiellement des femmes et des enfants (les hommes sont désarmés et retenus dans le Sud de la France), sont soumis à une quarantaine stricte, vaccinés, le courrier est limité, le ravitaillement, s'il est peu varié et cuisiné à la française, est cependant assuré. Une partie des réfugiés rentrent en Espagne, incités par le gouvernement français qui facilite conditions du retour, mais en décembre, 922 ont préféré rester et sont rassemblés à Dreux et Lucé.

## Politique et administration

### Liste des maires
| Période        | Période                | Identité          | Étiquette    | Qualité                                                                                              |
| -------------- | ---------------------- | ----------------- | ------------ | --- |
| 1945           | 1947                   | Mathéus Demantke  |              | |
| 1947           | 1964                   | André Boxhorn     |              | Industriel                                                                                           |
| 1964           | septembre 1987 (décès) | Hubert Baraine    | UDR puis RPR | Assureur Conseiller général d'Anet (1964 → 1987)                                                     |
| septembre 1987 | mars 2008              | Claude Favrat     | RPR puis UMP | Chef d'entreprise Conseiller général d'Anet (1987 → 2008)                                            |
| mars 2008      | septembre 2017         | Olivier Marleix   | UMP-LR       | Fonctionnaire Conseiller général d'Anet (2008 → 2014) Député d'Eure-et-Loir (2e circ.) (2012 →2025 ) |
| septembre 2017 | En cours               | Aliette Le Bihan, | LR           | Ancienne employée Réélue pour le mandat 2020-2026                                                    |

### Tendances politiques et résultats

#### Élections présidentielles, résultats des deuxièmes tours
- Élection présidentielle de 2017 : Emmanuel Macron (LREM) 57,33 %, Marine Le Pen (FN) 42,67 %[32].
- Élection présidentielle de 2012 : Nicolas Sarkozy (UMP) 62,91 %, François Hollande (PS) 37,01 %[33].
- Élection présidentielle de 2007 : Nicolas Sarkozy (UMP) 66,13 %, Ségolène Royal (PS) 33,87 %[34].
- Élection présidentielle de 2002 : Jacques Chirac (RPR) 75,34 %, Jean-Marie Le Pen (FN) 24,66 %[35].

#### Élections législatives, résultats des deuxièmes tours
- Élections législatives de 2017 : Olivier Marleix (UMP) 76,44 %, Claire Tassadit Houd (LREM) 23,56 %[36].
- Élections législatives de 2012 : Olivier Marleix (UMP) 67,54 %, Gisèle Boullais (PS) 32,46 %[37].
- Élections législatives de 2007 : Gérard Hamel (UMP) 67,28 %, Birgitta Hessel (PS) 32,72 %[38].
- Élections législatives de 2002 : Gérard Hamel (UMP) 64,57 %, Birgitta Hessel (PS) 35,43 %[39].

#### Élections cantonales (départementales à partir de 2015), résultats des deuxièmes tours
- Élections départementales de 2015 : Evelyne Lefebvre - Francis Pecquenard (UMP) 69,39 %, Rozenn De Miniac - Philippe Leroy (FN) 30,61 %[40].
- Élections cantonales de 2008 : Olivier Marleix (UMP) 68,64 %, Marie-Noëlle Groch (PS) 31,36 %[41].

#### Élections européennes, résultats des deux meilleurs scores
- Élections européennes de 2014 : Brice Hortefeux (UMP) 30,64 %, Bernard Monot (FN) 29,01 %[42].
- Élections européennes de 2009 : Jean-Pierre Audy (UMP) 36,28 %, Jean-Paul Besset (EELV) 14,10 %[43].
- Élections européennes de 2004 : Catherine Guy-Quint (PS) 25,22 %, Brice Hortefeux (UMP) 24,72 %.

#### Élections régionales, résultats des deuxièmes tours
- Élections régionales de 2015 : Philippe Vigier (UDI) 45,53 %, Philippe Loiseau (FN) 33,69 %, François Bonneau (PS) 20,78 %[44].
- Élections régionales de 2010 : Hervé Novelli (UMP) 49,18 %, François Bonneau (PS) 33,44 %, Philippe Loiseau (FN) 17,38 %[45].
- Élections régionales de 2004 : Serge Vinçon (UMP) 39,12 %, Michel Sapin (PS) 38,19 %, Jean Verdon (FN) 22,69 %[46].

### Jumelage
La commune est jumelée depuis 1974 avec Hohensachsen (de), petite ville allemande située dans le Land du Bade-Wurtemberg.
| Ville | Ville            | Pays | Pays      | Période     |
| ----- | ---------------- | ---- | --------- | ----------- |
|       | Hohensachsen (d) |      | Allemagne | depuis 1974 |

## Population et société

### Démographie

#### Évolution démographique

##### Données chiffrées
L'évolution du nombre d'habitants est connue à travers les recensements de la population effectués dans la commune depuis 1793. Pour les communes de moins de 10 000 habitants, une enquête de recensement portant sur toute la population est réalisée tous les cinq ans, les populations de référence des années intermédiaires étant quant à elles estimées par interpolation ou extrapolation. Pour la commune, le premier recensement exhaustif entrant dans le cadre du nouveau dispositif a été réalisé en 2007.

En 2022, la commune comptait 2 708 habitants, en évolution de −0,15 % par rapport à 2016 (Eure-et-Loir : −0,23 %, France hors Mayotte : +2,11 %).
| 1793  | 1800  | 1806  | 1821  | 1831  | 1836  | 1841  | 1846  | 1851  |
| ----- | ----- | ----- | ----- | ----- | ----- | ----- | ----- | ----- |
| 1 475 | 1 557 | 1 486 | 1 322 | 1 416 | 1 422 | 1 409 | 1 401 | 1 400 |

| 1856  | 1861  | 1866  | 1872  | 1876  | 1881  | 1886  | 1891  | 1896  |
| ----- | ----- | ----- | ----- | ----- | ----- | ----- | ----- | ----- |
| 1 344 | 1 406 | 1 418 | 1 447 | 1 465 | 1 447 | 1 466 | 1 431 | 1 395 |

| 1901  | 1906  | 1911  | 1921  | 1926  | 1931  | 1936  | 1946  | 1954  |
| ----- | ----- | ----- | ----- | ----- | ----- | ----- | ----- | ----- |
| 1 316 | 1 372 | 1 395 | 1 256 | 1 239 | 1 252 | 1 235 | 1 294 | 1 215 |

| 1962  | 1968  | 1975  | 1982  | 1990  | 1999  | 2006  | 2007  | 2012  |
| ----- | ----- | ----- | ----- | ----- | ----- | ----- | ----- | ----- |
| 1 341 | 1 464 | 1 700 | 2 297 | 2 696 | 2 651 | 2 633 | 2 626 | 2 673 |

| 2017  | 2022  | - | - | - | - | - | - | - |
| ----- | ----- | - | - | - | - | - | - | - |
| 2 733 | 2 708 | - | - | - | - | - | - | - |

##### Commentaire
L'augmentation significative de la population d'Anet à partir des années 1960, suit celle de l'ensemble du canton.En effet durant cette période, l'ensemble du canton connaît un phénomène de périurbanisation, autrement dit des habitants issus de zones urbaines s'installent dans des zones rurales, pour accéder à la propriété et bénéficier d'un meilleur cadre de vie. Cela engendre des besoins de nouveaux biens immobiliers.
Sur la commune d'Anet, cela s'exprime l'installation de la résidence de La Coudrée en 1964, mais aussi de logements HLM au début des années 1970.
La population de la commune passe au-dessus de 2 000 habitants, le seuil pour qu'une commune devienne une ville. Cela entraîne une autre conséquence, qui est l'installation de nouveaux services pour la population de la commune et de ses environs.

#### Pyramide des âges
La population de la commune est relativement âgée.
En 2018, le taux de personnes d'un âge inférieur à 30 ans s'élève à 30,5 %, soit en dessous de la moyenne départementale (34,7 %). À l'inverse, le taux de personnes d'âge supérieur à 60 ans est de 34,7 % la même année, alors qu'il est de 26,5 % au niveau départemental.
En 2018, la commune comptait 1 271 hommes pour 1 443 femmes, soit un taux de 53,17 % de femmes, largement supérieur au taux départemental (51,12 %).
Les pyramides des âges de la commune et du département s'établissent comme suit.
| Hommes | Classe d’âge | Femmes |
| ------ | ------------ | ------ |
| 0,8    | 90 ou +      | 2,7    |
| 10,1   | 75-89 ans    | 13,1   |
| 21,1   | 60-74 ans    | 21,3   |
| 18,4   | 45-59 ans    | 19,1   |
| 16,9   | 30-44 ans    | 15,0   |
| 13,2   | 15-29 ans    | 13,4   |
| 19,4   | 0-14 ans     | 15,3   |

| Hommes | Classe d’âge | Femmes |
| ------ | ------------ | ------ |
| 0,8    | 90 ou +      | 1,9    |
| 7,1    | 75-89 ans    | 9,5    |
| 17,3   | 60-74 ans    | 18     |
| 20,6   | 45-59 ans    | 20     |
| 18,2   | 30-44 ans    | 18,2   |
| 16,2   | 15-29 ans    | 14,4   |
| 19,8   | 0-14 ans     | 18,1   |

### Équipements culturels

#### Salle de cinéma «Le Normandie»
Une salle de cinéma de 220 places, projetant le soir le vendredi et le samedi, et les après-midis le samedi et le dimanche.

#### Le Dianetum
Ensemble de 1 600 m2 inauguré en mars 2014 comprenant :
- La salle Du Bellay (396 m2) pouvant accueillir 480 personnes assises, avec un espace scénique de 170 m2 et deux loges ;
- La salle Ronsard (141 m2) pouvant accueillir jusqu'à 140 personnes ;
- La salle Rabelais (86 m2) pouvant accueillir jusqu'à 80 personnes ;
- Un hall Atrium de 200 m2.

Cet ensemble est destiné à accueillir diverses manifestations dont:
- Des spectacles vivants, avec parfois des artistes d'envergure nationale ;
- D'autres événements culturels (marché de l'art) ;
- Des assemblées (conférences, séminaires, cocktails, etc), pouvant avoir lieu dans chacune de ces trois salles[55].

Le Dianetum a notamment accueilli Bernard Mabille, Carla Bruni, Maxime Le Forestier, Steeven et Christopher, Cats on Trees, Michel Jonasz, Bérengère Krief, Axelle Red, Vianney, Yves Duteil, Joyce Jonathan, Baptiste Lecaplain, Enrico Macias, Pony Pony Run Run, Daniel Russo, Stéphane Plaza...

#### Le Centre d'Interprétation de la Renaissance (CIR)
Equipement culturel ouvert en 2020 dédié à la Renaissance, au château d'Anet, à l'architecture et aux personnages liés à son histoire.

## Culture locale et patrimoine

### Lieux et monuments

#### Château
Le château d'Anet ( Classé MH (1993)) a été construit (1547-1555) par l'architecte Philibert Delorme pour Diane de Poitiers. Sa chapelle est remarquable.

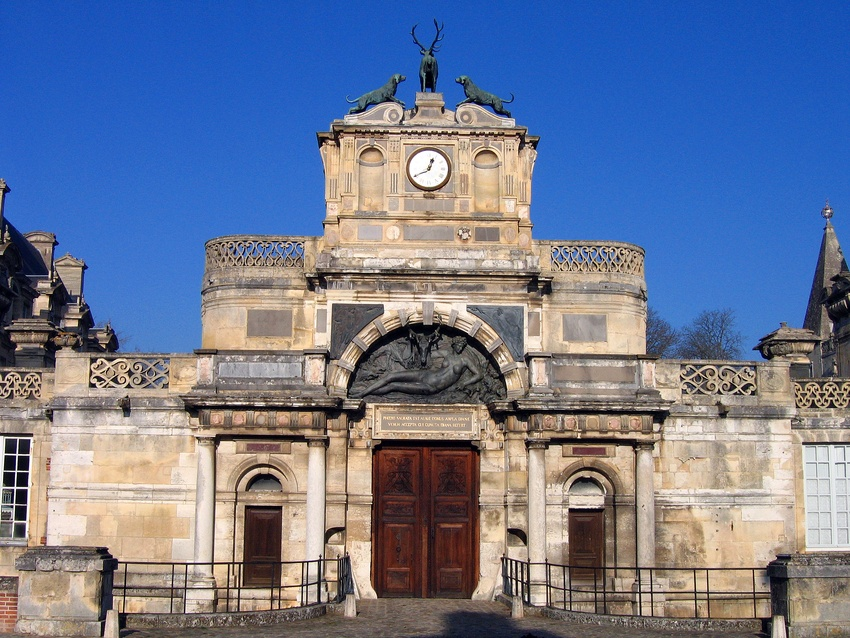
Château d'Anet.
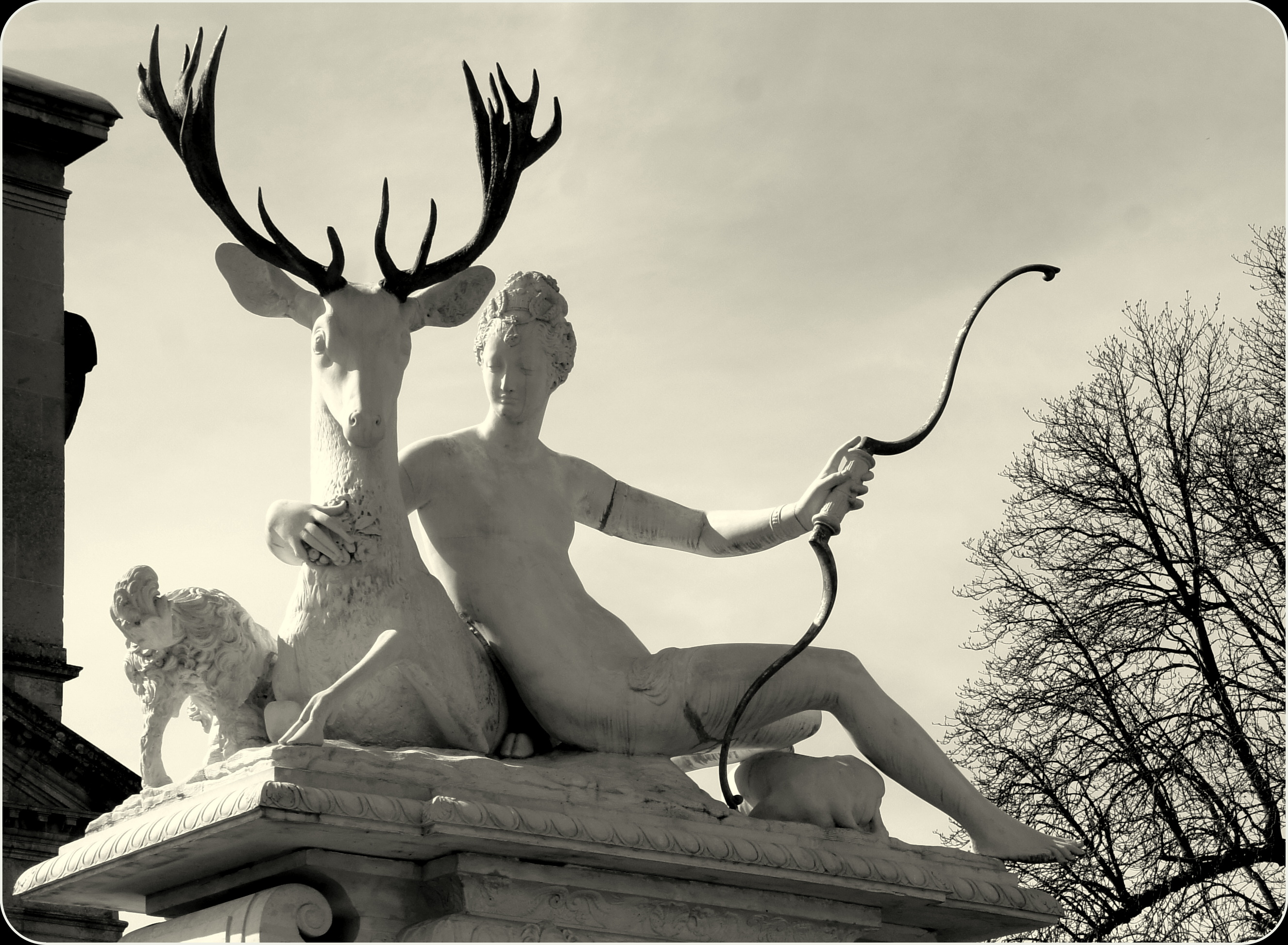
Statue de Diane dans la cour du château.

#### Église Saint-Cyr-et-Sainte-Julitte
Église Saint-Cyr-et-Sainte-Julitte d'Anet,  Classé MH (1960).

#### Croix de cimetière

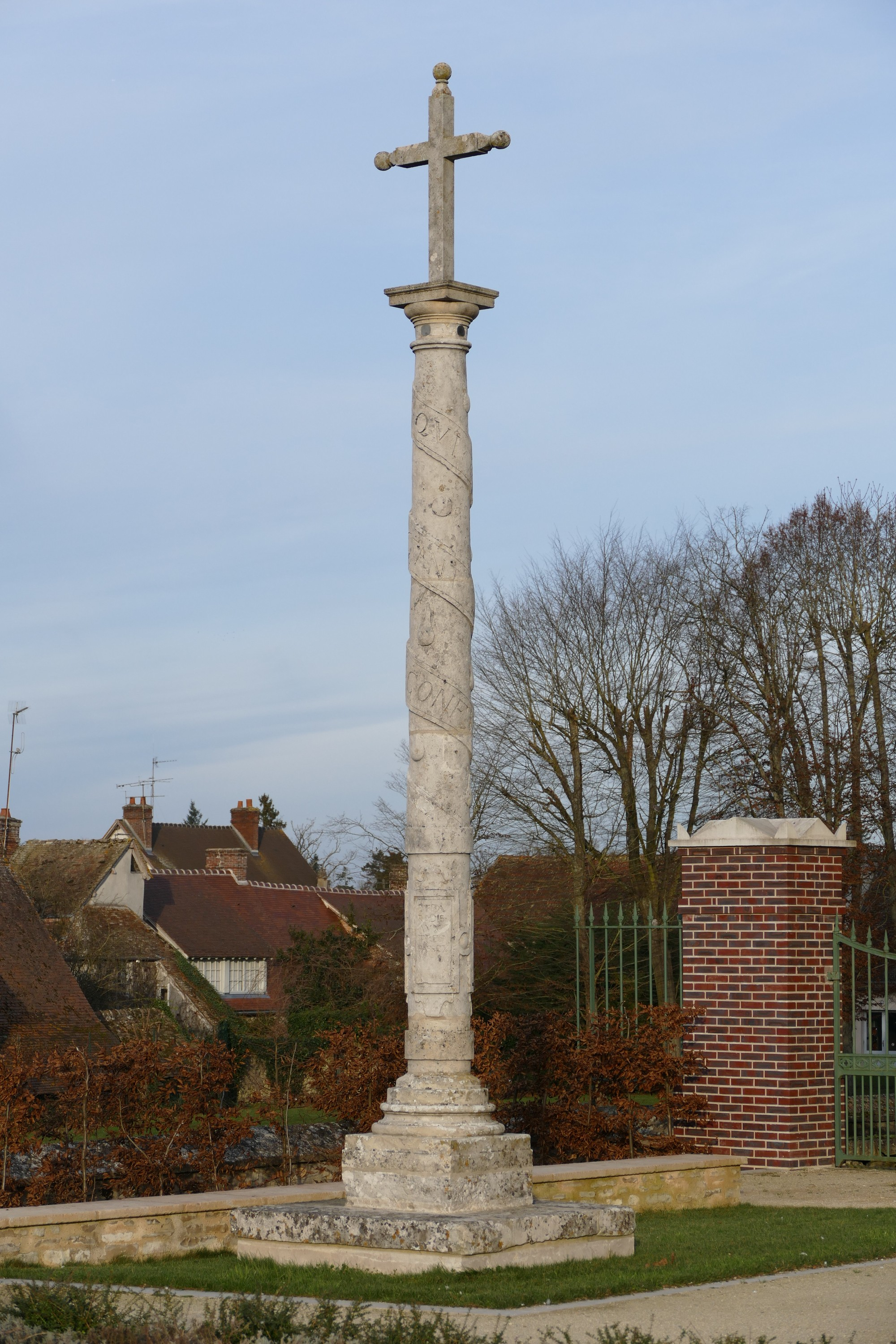
Croix du cimetière, 1555.

Cette croix monumentale du cimetière d'Anet a été classée Monument historique en 1921.
- La date de 1555 figure sur cette colonne de pierre surmontée de la croix.
- Une phrase inscrite sur le socle est à lire dans le sens inverse des aiguilles d'une montre :

BIEN VIVRE ET MOURIR C'EST ASSEZ

- Une autre phrase en latin est inscrite sur le fût de la colonne. Il faut la lire de haut en bas et dans le sens inverse des aiguilles d'une montre :

- Ajoutons que dix coquilles Saint-Jacques décorent cette colonne laissant supposer qu'elle était une étape pour les pèlerins de Saint-Jacques-de-Compostelle.

#### La Friche
Grand espace arboré de 45 000 m2 recevant de nombreuses manifestations. Établie à l'emplacement de l'ancien potager du château de Diane de Poitiers, la friche date du XVIIIe siècle. Confisquée lors de la révolution, elle fut mise en vente en 1806, pour être acquise par la commune d'Anet quelques années plus tard.

### Personnalités liées à la commune
- Philippe-Auguste (1165-1223), roi de France, réside à Anet en 1195 ;
- Diane de Poitiers (1499/1500-1566), favorite de Henri II, est morte à Anet ;
- Henri II (1519-1559), roi de France, fait construire le château d'Anet pour Diane de Poitiers ;
- Philibert Delorme (1514-1570), architecte du château d'Anet ;
- Jean Goujon (1510-1567), sculpteur auquel est attribué la Diane appuyée sur un cerf, dite aussi Fontaine de Diane, réalisée pour Diane de Poitiers au château d'Anet ;
- Jean Cousin le Jeune (1536-1595), peintre ayant participé à l'embellissement du château d'Anet ;
- Pierre Lenfant (1704-1787), peintre, est né à Anet ;
- Jean-François Delacroix (1753-1794), maire d'Anet et député d'Eure-et-Loir, membre du Comité de salut public de la Convention, il proposa et fit voter l'abolition de l'esclavage.
- Joseph Ambroise Lorette (1810-1874), homme politique né à Anet,
- Charles Deburau (1829-1873), mime., est enterré au cimetière d'Anet ;
- Jean-Pierre Claris de Florian (1755-1794), auteur dramatique, poète et fabuliste du XVIIIe siècle, réside à Anet ;
- Pascal Lainé (1942-2024), écrivain, prix Goncourt.
- Muriel Cerf (1950-2012), écrivaine, est morte à Anet.
- Olivier Marleix (1971-2025), homme politique, est mort à Anet.

### Héraldique
| Armes d'Anet | Les armes de la commune d'Anet se blasonnent ainsi : Parti ; au premier mi-parti d'azur, à l'écusson d'azur bordé d'or, chargé d'un autre écusson d'argent et accompagné de huit croisettes d'or ; au second écartelé, aux 1 et 4 d'azur à six besants d'argent, au chef d'or ; au 2 d'azur semé de fleurs de lis d'or, au franc quartier senestre d'argent chargé de trois croissants mal-ordonnés de gueules ; au 3 d'argent emmanché de sable. Ce sont les armoiries de Diane de Poitiers |

### Films et tournages
- La première séquence du film d'espionnage Opération Tonnerre a été tournée à Anet, avec le château pour cadre.
- Le tournage du film Mary Queen of Scots s'est en partie déroulé sur le site du château d'Anet, notamment dans la cour ainsi qu'à l'intérieur de la chapelle.
- Un numéro de l'émission Secrets d'Histoire a été consacré à Diane de Poitiers. Le tournage s'est en partie déroulé dans l'enceinte du château.